# Lehtosaari (halvö i Viitaanjärvi)
Lehtosaari är en halvö i sjön Viitaanjärvi och i kommunen Idensalmi i landskapet Norra Savolax, i den centrala delen av Finland, 400 km norr om huvudstaden Helsingfors. Halvön är 44 hektar och hänger samman med fastlandet genom ett 100 meter smalt näs åt norr, som är genomgrävt med ett dike. På halvön finns viss bebyggelse och en del jordbruksmark.